# Randi Beltz
Randyll "Randi" Elizabeth Beltz (ur. 30 kwietnia 1990 w Saint Clair) – amerykańska zapaśniczka. Srebrna medalistka mistrzostw panamerykańskich w 2012. Dziesiąta na igrzyskach wojskowych w 2019 roku. Zawodniczka Missouri Valley College i St. Clair High School.